# Dendrogramma
Dendrogramma, česky též dendrograma, byl navržený rod drobných mnohobuněčných mořských organismů nejasného taxonomického zařazení. Molekulární analýzy však ukázaly, že se jedná o úlomky zploštělých obranných chapadel mořských trubýšů.

## Popis
Dendrogrammy mají tvar houbiček s nožičkou a asymetrickým kloboučkem. "Ústní" oblast se nachází na konci nožičky, odtud vede uvnitř nožičky "gastrovaskulární trubice (jícen)" až ke kloboučku, kde se větví do kanálků. Mezi vnější buněčnou vrstvou těla a vnitřní vystýlkou "gastrovaskulární dutiny" mají rosolovitou vrstvu.
Byly popsány dva morfologicky odlišné "druhy":
- Dendrogramma enigmatica a
- Dendrogramma discoides.

Dendrogramma enigmatica má klobouček o průměru asi 11 milimetrů, na jedné straně vykrojený zářezem až k nožičce, a nožičku dlouhou 8 milimetrů, s "ústní" oblastí tvořenou dvěma lalůčky. Dendrogramma discoides má o něco větší klobouček, asi 17 mm v průměru, bez vykrojení, ale kratší nožičku, asi 4,5 mm, s "ústní" oblastí tvořenou třemi lalůčky.
Nebyly nalezeny žádné rozmnožovací orgány, nervová soustava ani pohybový aparát, který by umožňoval cílený pohyb.

## Objev
Dendrogrammy objevil Jean Just z Kodaňské univerzity ve vzorcích, odebraných již v r. 1986 v Tasmanově moři, na dně kontinentálním šelfu jihovýchodního pobřeží Austrálie v hloubkách 400 až 1000 metrů. Just patří do týmu dánského zoologa Reinhardta Kristensena z Dánského přírodopisného muzea v Kodani, který se zasloužil o objev několika nových živočišných kmenů – korzetek (Loricifera) v roce 1983, vířníkovců (Cycliophora) v roce 1995 a oknozubek (Micrognathozoa) v roce 2000.

## Klasifikace
Pro dendrogrammy považované za samostatné organismy byla vytvořena nová čeleď Dendrogrammatidae. Její zařazení bylo záhadou, nebyli totiž známi žádní obdobní recentní živočichové. Dendrogramy připomínaly medúzy, mohly tedy být žebernatky nebo žahavci a náležet tedy fylogenetickým liniím odštěpeným na samém počátku vzniku mnohobuněčných živočichů. Na rozdíl od těchto skupin jim však chyběla chapadla ani jejich náznak, neměly ani hřebínky řasinek typické pro žebernatky. Tým objevitelů dokonce ukázal na podobnost s některými medúzoidními zástupci známými z fosilního záznamu ediakarské fauny, jako jsou Albumares brunsae, Anfesta stankovskii nebo Rugoconites enigmaticus, vymřelými před 600 miliony let. Také se mohlo jednat o larvu nebo vývojové stadium nějakého jiného živočicha. Nakonec se spekulovalo i o tom, zda se vůbec jedná o živočicha.
Biologický materiál vzorků byl sbírán do formaldehydu a v laboratoři fixován 80procentním alkoholem, takže byl nezpůsobilý pro molekulární analýzu DNA. Proto bylo hlavním úkolem pokusit se o nalovení nových vzorků pro molekulární analýzy.

## Objev skutečné podstaty
Koncem roku 2015 se do míst původního odběru vzorků vypravila expedice australské výzkumné lodi Investigator. Podařilo se dendrogrammy opět objevit a odebrat 85 jedinců, které bylo možno podrobit molekulární genomové analýze.
Analýza ukázala, že se nejedná o žádné podivné nové druhy, ale jasně ukázala na příslušnost k řádu trubýšů, tedy žahavců třídy polypovci.
V dendrogrammách byly nakonec rozpoznány zploštělé konce obranných chapadel trubýšů, tedy nikoli samostatné organismy či jejich larvy, ale oddělené segmenty mnohem větších živočichů. Kompletní jedinec však zatím nebyl odchycen, není znám ani z dřívějšího popisu.

## Etymologie

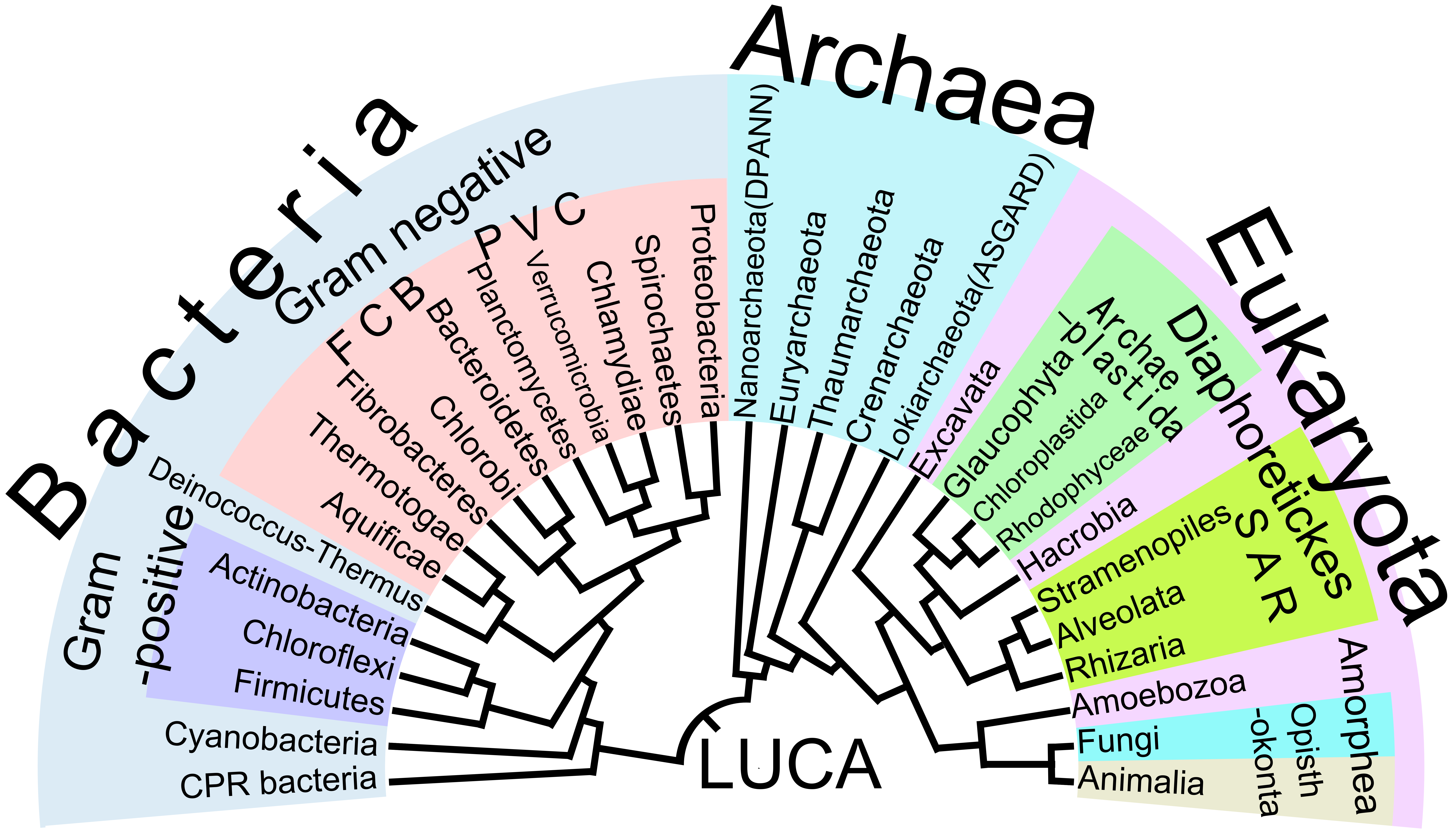
Příklad dendrogramu znázorňujícího fylogenetický strom, s nápadnou podobností se strukturou gastrovaskulárních kanálků v kloboučku dendrogram

Hypotetický rod Dendrogramma získal své jméno díky nápadné podobnosti kresby tvořené chodbičkami v kloboučku s jednou grafickou formou dendrogramu, používaného v evoluční biologii k zobrazení fylogenetického stromu. Jeden z domnělých druhů pak měl druhové jméno (enigmatica) podle nejasného zařazení, které je dosud pro biology velkou záhadou, druhý (discoides) podle diskovitého, nevykrojeného tvaru kloboučku.